# Ilan Manouach
Ilan Manouach, naît le 11 juillet 1980, à Athènes, est un artiste pluridisciplinaire spécialisé en bande dessinée conceptuelle et post-numérique.

## Biographie
Dans le cadre de ses travaux de recherche, au sein de l'université Aalto de Helsinki (dir. Craig Dworkin), il étudie les interactions entre bande dessinée contemporaine et bouleversements technologiques au XXIe siècle. Son travail explore la façon dont la Culture Maker, l’intelligence artificielle et les technologies financières, avec leur logistique mondialisée, transforment l’industrie de la bande dessinée et redéfinissent l’essence-même du média en tant que moyen d’expression qui produit des histoires alternatives avec leur propres propriétés matérielles et potentiels signifiant. Son travail a fait l'objet de nombreuses expositions, internationalement, et a fait l'objet de commentaires et de discussions dans des publications telles que Hyperallergic, le New-York Magazine, World Litterature Today, Wired, Le Monde, The Comic Journal, du9, 50 Watts ou "Wasting Time on the Internet" de Kenneth Golsdmith. Il est aussi repris dans les archives de l'art contemporain UbuWeb.
Manouach dirige les collections de bandes dessinées conceptuelles pour Monoskop et Ubuweb. Il dirige également la maison d'édition, Topovoros, qui propose des traductions en langue grecque des travaux de Hito Steyerl, Craig Dworkin, Donna Haraway, Helene Cixous, Byung Chul-Han, Robert Smithson, etc.
Manouach est le concepteur de Shapereader, un dispositif narratif tactile en bande dessinée, à destination des lecteurs et des auteurs de bande dessinée non ou mal-voyants.
Il dirige Futures of Comics, un programme de recherche international qui étudie les évolutions technologiques globales, sociales, politiques et économiques et leur influence sur la bande dessinée. Futures of Comics cartographie les forces sociales, économiques, identitaires auxquelles les standards de la production industrielle et les normes de la communication sont soumis. C’est un programme récurrent qui se produit au sein du festival Fumetto, à Lucerne.
Manouach dirige Applied Memetic, un groupe transdisciplinaire d’artistes, de chercheurs et d’informaticiens-codeurs, qui étudie les répercussions politiques du processing art (art synthétique) et souligne l'urgence de fonder une nouvelle culture médiatique, à l'ère des réseaux. Applied Memetic tente de produire le tout premier récit en bande dessinée de synthèse, en recourant exclusivement à des algorithmes et à l'apprentissage profond.
En 2018, il a organisé le festival Shadow Libraries, avec le poète Kenneth Goldsmith: Ubuweb in Athens, qui voulait questionner l'utilisation des archives dans les processus artistiques, ainsi que la cohérence et l'éthique de la conservation et de la diffusion des œuvres de l'esprit sur Internet, du point de vue de ses utilisateurs et de ses créateurs.
Il a fondé et il dirige Echo Chamber, une petite organisation à but non lucratif, basée à Bruxelles. Elle a pour mission de rechercher, documenter et, à l’occasion, lever des fonds pour la production d’œuvres radicales et de pratiques spéculatives dans le domaine de la bande dessinée contemporaine.
Il est Onassis Digital Fellow, alumnus a Koneen Säätiö et consultant en stratégie pour la Fondation Onassis et la diffusion de son nouveau département d’édition.
Le 22 avril 2022, il a soutenu à l'université Aalto (Finlande) une thèse de doctorat au sujet des mutations récentes de la bande dessinée en tant qu'« objet contemporain » (suivant la définition de la philosophe Anne-Françoise Schmid), au prisme de sa pléthorique production dans le domaine.